# لغة بادونغ
لغة كايان، والمعروفة أيضًا باسم بادونغ أو بادونغ كارين) هي لغة كارينية في بورما، ويتحدث بها شعب كايان.
وتشترك لهجات كيان في أكثر من 90% من التشابه المعجمي. بادونغ تشبه لغة لاهتا من الناحية المعجمية بنسبة 71% إلى 76%.